# Greg Collins (produttore)
Gregory Francis Collins (5 settembre 1969) è un produttore discografico, compositore e tecnico del suono statunitense, noto per aver collaborato con artisti quali U2, No Doubt, Gwen Stefani, Eels, Matchbox Twenty e KISS.

## Biografia
Collins è stato premiato con un Grammy Award nel 2006 per il suo lavoro nei singoli City of Blinding Lights e Sometimes You Can't Make It on Your Own, estratti dall'album How to Dismantle an Atomic Bomb degli U2.
Nel 2008 ha co-prodotto il primo album di materiale inedito pubblicato dai Kiss dopo oltre dieci anni, Sonic Boom, insieme al cantante Paul Stanley. La collaborazione si è ripetuta anche nell'album Monster del 2011.